# 梅林 (福岡市)
梅林（うめばやし）は、福岡県福岡市城南区と早良区にある地名。大字梅林と1丁目から7丁目まで設置されており、大字梅林と1丁目から5丁目までが城南区、大字梅林と6丁目から7丁目までが早良区に設置されている。郵便番号は城南区が814-0144、早良区が814-0172。

## 概要
福岡市城南区の南部と早良区の中部にまたがって位置する。主に住宅地であるが、東側で福岡大学に隣接していることから、学生街としても発展している。

## 歴史

### 町域の変遷
| 住居表示実施後           | 実施年月日         | 住居表示実施前（各大字の一部） |
| ------------------------ | ------------------ | ------------------------------ |
| 梅林一丁目から梅林五丁目 | 1982年（昭和57年） | 大字梅林・大字干隈             |
| 梅林六丁目から梅林七丁目 | 1983年（昭和58年） | 大字野芥・大字梅林             |

## 主な施設
- 福岡大学医学部テニスコート
- 西南杜の湖畔公園
- 梅林緑地
- 福岡市立梅林中学校

## 交通

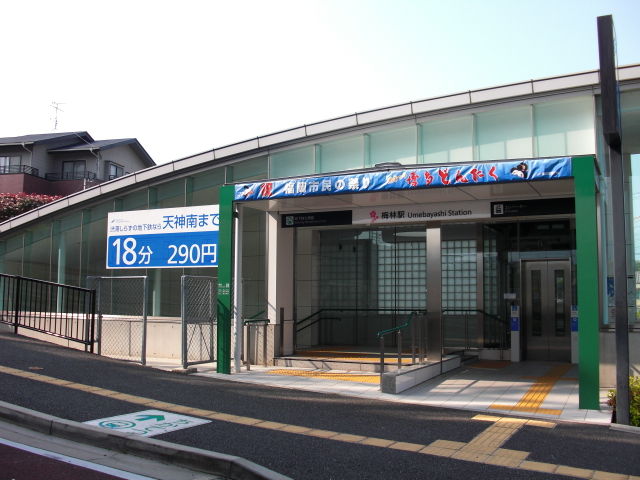
福岡市地下鉄七隈線梅林駅出入口

### 道路
- 福岡県道49号大野城二丈線
- 福岡高速環状線5号線
  - 福大トンネル
  - 野芥東料金所

### 鉄道
- 福岡市地下鉄七隈線梅林駅

### バス
- 西鉄バス
  - 西梅林
  - 東梅林